# شعر موج نو
شعر موج نو گونه‌ای از شعر معاصر است که مقید به عروض و قافیه یا ریتم کلامی نیست. توسط بیژن الهی و احمدرضا احمدی با انتشار کتاب شعری با نام «طرح» از احمدی و انتشار مجله‌ای به نام «ترفه»، که شعرهای بیژن الهی را منتشر می‌کرد، بنیان گذاشته شد. شعر موج نو با درونمایه‌های شعری از آنجا که بر خلاف شعر سپید بدون تغییر بافت ظاهری نثر بوده، به شعر منثور هم شهره است، هر چند به کلیت اشعار نو غیر نیمایی؛ شعر بی‌وزن، شعر منثور و سپید اطلاق نیز شد.

## پیش‌زمینه
در آستانهٔ دههٔ ۴۰ شمسی نسلی از شُعرا برآمد که با جداشدن از شیوهٔ نیمایی، جریانی را ایجاد کردند با نوعی خاص از شیوهٔ سرایش، که بعدتر به شعر «موج نو» شهره شد. این شاعران، اکثراً جوانانی بین بیست تا بیست و پنج ساله بودند که، حیات ادبی آن‌ها از ابتدای همین دهه شروع می‌شد و به همین دلیل تجربهٔ تاریخی شاعران مسن‌تر از خود را نداشتند. تغییرات زندگی اجتماعی مبتنی به شیوهٔ غربی و ترجمه‌هایی متفاوت از ادبیات اروپایی، آبشخور ذهنی این نسل را شکل می‌داد. در نیمهٔ دوم این دهه، موج نو تبدیل به یک حرکت مدرنیستی در فرهنگ ایرانی شد و در داستان، نمایشنامه، تئاتر، سینما و نقاشی تأثیر کرد.

## شعر موج نو
بنابر آنچه که مشهور شده عنوان این جریان شعری یعنی «موج نو» را فریدون رهنما یکی از چهره‌های ده‌های سی و چهل ادبیات معاصر فارسی پیشنهاد کرد و هم او بود که با حمایت از پرویز اسلامپور، بهرام اردبیلی، بیژن الهی، احمدرضا احمدی و سایر شاعران «شعر موج نو» موجب شد تا این گونه شعر با استقبال شاعران جوان دهه چهل و پنجاه مواجه شود. اگرچه بنابر شواهد رسمی سالها پیش از فریدون رهنما توسط هوشنگ ایرانی نشریه ای به نام موج نو در پاریس منتشره می‌شده و شاعران این جنبش از آن آگاهی داشته‌اند. با این حال، خود بیژن الهی و احمدرضا احمدی پس از مدتی دیگر از عنوان «شعر موج نو» استفاده نکردند و به تدریج از مجامع و جریان‌های شعری کناره گرفتند.
شعر موج نو به واسطهٔ پرویز اسلامپور و هوشنگ چالنگی و احمد طاهری- الف. فرجام ادامه پیدا کرد.
احمدرضا احمدی از کسانی بود که سروده‌هایش از هوشنگ ایرانی رنگ پذیرفته بود.
اما شعر موج نو که بعدها از دلش مانیفست شعر حجم، شعر دیگر، شعر ناب، شعر پلاستیک شعر موج سوم، و جریانهای موسوم به شعر دهه هفتاد همانند شعر زبان، شعر پست مدرن، شعر پسانیمایی، فراشعر ،شعردال و شعر گفتار ، .... بیرون آمد راه خود را ادامه داد. شاعرانی نظیر یدالله رؤیایی، محمود شجاعی، هوتن نجات، محمدرضا اصلانی از چهره‌های اصلی این جریان هستند.
این طرز نو نه تنها مخالف نمادگرایی اجتماعی و نمادگرایی و تعهد، که اصولاً مخالف هر گونه منطق و معنایی در شعر بود؛ و کاملاً به تقلید از شعر فرانسه و به پیروی از مکتب سوررئالیسم روی داده بود.

## پی‌نوشت
1. ↑  اسدی کیارس، «سهم موج نو از محمدرضا اصلانی»، روزنامهٔ اعتماد.